# Fit for a King
Fit for a King (parfois abrégé FFAK) est un groupe américain de metalcore chrétien,, originaire de Dallas, au Texas. Ils comptent deux EP indépendants en 2008 intitulés Fit for a King et Awaken the Vesper en 2009 et un album indépendant, Descendants, en 2011. Puis, le groupe sort quatre albums studio avec leur label Solid State Records intitulé Creation / Destruction, un réenregistrement de Descendants (2013), Slave to Nothing (2014), Deathgrip (2016) et Dark Skies (2018).

## Histoire

### Période indépendante (2007–2012)
Fit for a King est formé en 2007 à Tyler, au Texas par Jared Easterling, Aaron Decur, Justin Juno, Jared McFerron, Alex Danforth et Jed McNeill. Le groupe joue d'abord sur des scènes locales et sort 2 EP, Fit for a King et Awaken the Vesper. En 2009, les membres du groupe décident de commencer à s'investir à plein temps, et McNeill et McFerron quittent le groupe pour poursuivre leurs études. Ryan Kirby du groupe Bodies Awake (basé à Fort Worth) rejoint Fit for a King en 2010 pour remplacer Mason Wilson, qui avait temporairement remplacé Danforth en tant que leader. Bobby Lynge rejoint ensuite le groupe comme guitariste. Le groupe sort leur premier album de manière indépendante avec Descendants, en 2011. Avec la sortie de leur clip Ancient Waters, le groupe commence à gagner un public. Le bassiste Decur quitte le groupe en 2011 pour poursuivre une carrière dans le droit, et est remplacé par Aaron Kadura qui avait également chanté en chant clair dans le groupe Easterling.

### Solid State Records (depuis 2012)
En juillet 2012, Fit for a King signe au label Solid State Records. FFAK sort son premier album studio Creation / Destruction le 12 mars 2013. L'album est vendu à plus de 3 100 exemplaires dans sa première semaine. Le Billboard classe Création / Destruction 175e sur les ventes d'albums, 17e dans la catégorie musique chrétienne, et 6e dans la catégorie Hard Rock.
Leur deuxième album est un réenregistrement de Descendants, qui sort le 25 novembre 2013. Il se classe 38e au Billboard, 38e dans la catégorie musique chrétienne. Le troisième album de Fit for a King, Slave to Nothing, sort le 14 octobre 2014 avec trois singles dont Slave to Nothing avec Mattie Montgomery de For Today. Le groupe sort son quatrième album studio avec Deathgrip le 7 octobre 2016. Le 1er juin 2018, le groupe sort un nouveau single, Tower of Pain,.
Le 12 janvier 2024, Fit for a King surprend en publiant le tout nouveau single Keeping Secrets accompagné d'un clip. Le 26 juillet 2024, le groupe sort un autre single, Technium, accompagné d'un clip, avec Landon Tewers de The Plot in You. Plus tard, le 22 novembre 2024, le groupe révèle via des posts qu'il travaille sur son prochain album avec le producteur Daniel Braunstein et Josh Gilbert, et que l'album contiendra 13 morceaux et sortira dans le courant de l'année 2025.

## Membres

### Membres actuels
- Trey Celaya - batterie (depuis 2021)
- Ryan Kirby - screaming (depuis 2010), voix claires (depuis 2014)

- Bobby Lynge - guitare (depuis 2010), chœurs (depuis 2010)

- Daniel Gailey - guitare (depuis 2018), chœurs (depuis 2018)

- Ryan O'Leary - basse, voix claires (depuis 2014)

### Anciens membres
- Alex Danforth - screaming (2007-2008)
- Justin Juno - basse (2007-2008)
- Jared Mcferron - guitares (2007-2009)
- Jed McNeill - claviers (2007-2009)
- Mason Wilson - chant, guitares (2008-2010)
- Aaron Decur - guitares (2007-2008), basse (2008-2011)
- Justin Hamra - guitares (2008-2013)

- Aaron Kadura - basse, voix claires (2011-2014)

- Jared Easterling - batterie (2007-2021), chant clair (2007-2014)

## Discographie

### Albums studio
- 2011 : Descendants

- 2013 : Creation/Destruction

- 2014 : Slave to Nothing

- 2016 : Deathgrip

- 2018 : Dark Skies

- 2020 : The Path

- 2022 : The Hell We Create

- 2025 : Lonely God

### EP
- 2008 : Fit for a King
- 2009 : Awaken the Vesper